# 小尼茲吉爾齊
49°47′28″N 29°6′28″E / 49.79111°N 29.10778°E
小尼茲吉爾齊（烏克蘭語：Малі Низгірці）是位於烏克蘭北部日托米爾州裏別爾季切夫區的村莊，始建於1605年，面積1.85平方公里，海拔高度241米，2001年人口440，人口密度每平方公里238.22人。